# Percina nasuta
Percina nasuta é uma espécie de peixe da família Percidae.
É endémica dos Estados Unidos da América.